# Nicolò Nicolosi (calciatore)
Nicolò Nicolosi ([nikoˈlɔ nikoˈlɔzi]; Lercara Friddi, 9 agosto 1912 – Catania, 3 maggio 1986) è stato un calciatore e allenatore di calcio italiano, di ruolo centravanti e ala sinistra.
Negli anni trenta si segnalò come il primo italiano cresciuto in Libia a esordire in Serie A con la maglia della Lazio. Nella massima serie giocò, oltre che con i biancazzurri, con il Napoli e l'Atalanta, totalizzando complessivamente 16 presenze e 5 reti. Ebbe un'esperienza più lunga e incisiva in Serie B, legata a lungo alle sorti del Catania: tra il 1934 e il 1940 disputò 126 gare e segnò 45 gol. Fu convocato anche con la Nazionale universitaria italiana.
Conosciuto con il nomignolo di Cocò, la stampa catanese lo soprannominò anche Motorino, insieme ai compagni di reparto in attacco Sorcetto Mario Nicolini e Zanzarino Mario Bianzino. È il miglior marcatore della storia del Catania con 78 reti in 149 partite tra campionato e spareggi, solo avvicinato da Giuseppe Mascara negli anni duemila.
La sua carriera da allenatore è meno famosa, in quanto si è svolta soprattutto nei campionati regionali dilettantistici e giovanili. Le principali esperienze con prime squadre furono con il Palermo in Serie A e con il Catania in Serie B.

## Biografia

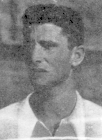
Il giovane Nicolosi

Nicolosi nacque a Lercara Friddi in una numerosa famiglia (in tutto aveva dieci fratelli). Il padre, notaio, emigrò pochi anni dopo a Bengasi, per la politica coloniale italiana, e lo portò con sé. Tornò in patria per studiare all'Università di Roma. Le cronache giornalistiche degli anni trenta lo descrivono come alto, elegante, istruito, con capelli lisci e occhi neri. Gli rimase, anche in seguito, la fama di atleta-gentiluomo.
Si legò a Catania, che fu la seconda – e la più lunga – tappa italiana della sua carriera sportiva e dove tornò nel secondo dopoguerra. Lì si sposò, nel 1948, con Agata Cosentino, da cui avrebbe avuto due figlie. Nel 1950 nacque Marina, poi coniugata Doria, che sarebbe diventata poetessa e musicista; la secondogenita fu Cecilia, artista e professoressa. Nella sua città d'adozione era così popolare che nel 1951-1952 fu iscritta al Campionato Ragazzi una formazione chiamata proprio Cocò Nicolosi, in suo onore.
Appassionato di teatro, recitò lui stesso e conobbe sia Angelo Musco sia Turi Ferro, entrambi attori catanesi. Fu in seguito funzionario dell'ispettorato forestale regionale. Morì il 3 maggio 1986 per un male inguaribile che lo aveva colto due mesi prima.

## Caratteristiche tecniche
Mancino, ala sinistra o centravanti, dotato di velocità e di fine palleggio, era abile nel dribbling, efficace sottoporta e amato dal pubblico catanese. Era un velocista: poteva correre i 100 metri in 11 secondi netti. Le qualità per le quali entrò nel giro della Lazio furono il suo scatto, il suo tiro e la sua visione di gioco. Non riuscì però a sfondare nella massima serie; a Napoli gli riconobbero sveltezza e sagacia, che giudicarono tuttavia non molto fruttifere.

## Carriera

### Giocatore

#### Club

##### Gli esordi e l'arrivo a Catania

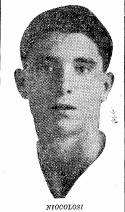
Nicolò Nicolosi ai tempi della Lazio

In Libia iniziò a giocare a calcio con l'Avanguardia Giovanile Fascista di Bengasi, con cui vinse il campionato della Cirenaica. Cocò Nicolosi fu poi ingaggiato dalla Lazio a 17 anni. L'allenatore della prima squadra, Ferenc Molnár, lo inserì nella rosa che partecipava alla Serie A e gli permise di esordire il 15 marzo 1931 in Casale-Lazio (0-2), partita in cui segnò la seconda rete. Giocò e realizzò una marcatura anche nella successiva giornata, contro la Pro Vercelli, ma poi non tornò più a vestire la maglia biancazzurra, se non in Seconda Divisione con la formazione riserve. Nel 1932-1933 il suo tecnico nelle giovanili laziali, Lajos Czeizler, lo portò a giocare al Catania.

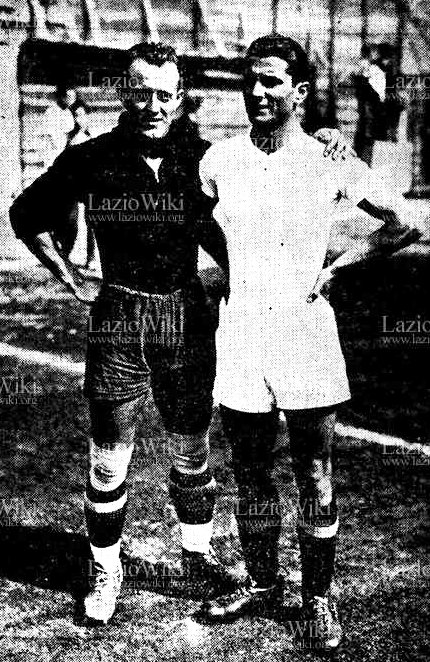
Mario Sernagiotto e Cocò Nicolosi al Catania

Durante la sua prima stagione realizzò due triplette e segnò in amichevole la rete del 2-2 contro la Juventus. Nel 1933-1934 il nuovo tecnico Géza Kertész gli concesse meno spazio nel girone d'andata, ma quando lo inserì al posto di Mario Bianzino come ala sinistra o Alberto Pignattelli come centravanti, Nicolosi si dimostrò imprescindibile per la squadra, che vinse la stagione regolare e il girone finale di Prima Divisione. Nell'appendice del campionato realizzò sei gol in cinque partite, arrivando a sfondare la rete della porta nella partita d'andata contro il Savona.

##### I tre anni di Serie B a Catania
(Angelo Musco)
Confermato titolare della linea d'attacco in Serie B, disputò alcune partite notevoli, tra le quali quella contro il Messina (segnò una doppietta) e il Cagliari (le cronache ricordano una sua rete di ottima fattura). Il primo anno di cadetteria fu ricordato, tuttavia, per la prestazione contro il Genova. La formazione ligure era prima e accreditata per la promozione; il Catania la inseguiva (a distanza) in classifica. Nicolosi realizzò la prima rete, su cross di Ercole Bodini, per la quale fu festeggiato nello spogliatoio dall'attore Angelo Musco. Nel secondo tempo, dopo un intervento duro, fu costretto a giocare da infortunato e, ciononostante, segnò anche il 2-0. Il risultato venne pareggiato negli ultimi istanti di gara dai genovesi, ma rimasero per anni dubbi di una combine ai danni della formazione di casa.
Kertész lo trattenne a Catania anche nel 1935-1936 e lui fu protagonista di un girone d'andata di qualità. Segnò varie marcature e, soprattutto, continuò a riscuotere grande successo tra il pubblico. Nel girone di ritorno, tuttavia, l'intera squadra fece un passo indietro e non riuscì ad avvicinarsi alle posizioni che garantivano la promozione in Serie A.
Il finale discendente e il rinnovamento della società sportiva portò a un cambio dell'allenatore (arrivò Pietro Colombati), ma non alla cessione di Nicolosi, che rimase titolare. Anche nel terzo campionato consecutivo in B la formazione rossazzurra fu alquanto incostante; il centravanti-ala si segnalò in occasione di una doppietta a Messina e poi come unico punto di riferimento nell'undici che affrontò gli spareggi retrocessione. Anni dopo, fu lui a raccontare dell'intervallo dell'ultima partita, ancora a Messina, quando Colombati e Heinrich Bachmann, allenatore degli avversari, chiesero al Catania di perdere per forzare la mano al DDS e convincerlo a salvare tutte le squadre. Le quattro società spareggianti conclusero infatti a pari merito il girone che avrebbe dovuto relegarne una in Serie C, ma il Direttorio decise di proseguire a eliminazione diretta e il Catania retrocesse perdendo 0-4 contro il Venezia. Nicolosi sbagliò un rigore proprio nell'ultima partita.

##### Le esperienze successive tra A e B
Nel 1937-1938 tornò in Serie A, per vestire la maglia del Napoli. In totale disputò nove gare in campionato e una partita in Coppa Italia. Quindi passò all'Atalanta, chiamato da Kertész per occupare il ruolo di centravanti, con il quale la squadra bergamasca aveva avuto dei problemi in passato. Nonostante la sua buona stagione con la maglia neroazzurra, condita da sette reti, gli orobici persero la promozione in Serie A per la differenza reti avversa rispetto al Venezia.
Richiamato in prestito al Catania nel 1939-1940, trovò subito una squadra in crisi tecnica (l'allenatore György Orth arrivò solo alla quarta giornata) e nemmeno lui riuscì a incidere. I rossazzurri non si riuscirono mai ad allontanare dalla zona salvezza e conclusero ultimi, retrocedendo in Serie C, malgrado la presenza in squadra anche dell'ex campione del mondo Attilio Ferraris. Rientrato all'Atalanta, intanto promossa nella massima serie, giocò solo cinque partite, siglando una rete.

##### Ultimi anni in Serie C
In seguito disputò qualche presenza in Serie C per due anni con Saronno e Vigevano, oltre a essere in campo per una comparsata nel Campionato Alta Italia 1944 con il Rovigo.
Nel 1945 giocò il Campionato campano con la Frattese; quella squadra schierava l'altro ex napoletano Umberto Busani. Il torneo di guerra fu vinto dallo Stabia, che la Frattese riuscì a battere in casa per 2-1, con Nicolosi in campo. Il centravanti-ala rimase a Frattamaggiore per altri due campionati di Serie C, il 1945-1946 e il 1946-1947. In questo periodo, la presenza del Napoli e della Salernitana nella massima serie permise ai nerostellati di incontrare in amichevole alcune formazioni titolate e Nicolosi segnò l'1-0 che bastò per sconfiggere la Juventus e la prima rete contro la Pro Livorno (battuta per 3-2).
A 35 anni tornò in Sicilia al Catania e segnò due gol di fila contro Notinese e Nissena nel 1947-1948. Disputò l'ultima partita il 13 marzo 1949 contro l'Acireale, 17 anni dopo l'esordio, mettendo la firma sulla promozione del 1948-1949 con due presenze.
Anche in età più matura rimase assiduo frequentatore dei campi in terra battuta della Plaia e tornò a giocare allo stadio Cibali un'ultima volta nel 1976, in occasione di un'amichevole tra vecchie glorie del Catania e della Juventus.

#### Nazionale
Nicolosi è stato convocato in alcune occasioni in Nazionale universitaria.

### Allenatore

#### Gli inizi in Sicilia
La prima esperienza in panchina di Nicolosi maturò casualmente dopo il suo rientro a Catania nel 1947. Il cammino incerto della formazione allenata da Achille Piccini convinse i dirigenti a promuovere l'esperta ala al rango di allenatore-giocatore. Il suo impegno e l'arrivo di cinque nuovi acquisti permisero alla squadra di vincere il campionato 1947-1948 e mantenere il posto nella Serie C nazionale. Tornato a essere semplice giocatore, rimase comunque nello staff etneo nella stagione seguente e poi allenatore dei Pulcini. Insieme al dirigente Giuseppe Lorenti, al termine della stagione scoprì il caso di corruzione che coinvolgeva l'Avellino e che permise di ribaltare a tavolino il risultato dello spareggio promozione. Il Catania fu così ammesso alla B.
Fu, in seguito, primo al supercorso di Coverciano per l'abilitazione al ruolo di allenatore. Dopo un'esperienza all'Ibla Paternò in Prima Divisione, nel 1951-1952 assunse l'incarico al Ragusa, in Prima Divisione regionale. La squadra iblea vinse il campionato mantenendosi in testa dall'inizio alla fine e Nicolosi riuscì a schierare una formazione che presentò, equilibratamente, calciatori più esperti (tra cui gli ex catanesi Ziz, Cadei e Ardesi) e più giovani.
Nel 1952-1953 fu sul punto di essere ingaggiato dall'Acireale, ma alla fine andò alla Pro Enna in IV Serie.

#### Una stagione tra Pisa e Palermo
Nel 1953-1954 iniziò la stagione con il Pisa, ma la squadra si ritrovò a giocare per non retrocedere e così la dirigenza lo sostituì con Guido Masetti.
A sei giornate dalla fine dello stesso campionato, il 29 aprile, venne ingaggiato come allenatore del Palermo in Serie A, dopo l'esonero di Rodolphe Hiden e il breve interregno di Scarpato e Giaroli. La squadra si classificò 17ª e retrocesse dopo gli spareggi contro Udinese e SPAL, sui quali rimasero dei dubbi per una presunta combine orchestrata dallo stesso Giaroli. Questa fu la sua prima e unica esperienza da allenatore nella massima serie.

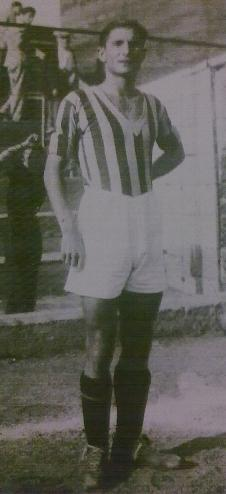
Nicolosi al Campo dei Cent'anni

#### Il ritorno a Catania e la Salernitana
Dopo l'esperienza a Gela in Promozione (subentrato a dicembre, dalla 12ª giornata, ad Alfredo Piram), nel 1955-1956 fu chiamato dall'Acireale, in Promozione. In squadra aveva i suoi ex compagni di squadra Mirabella e Prevosti.
Gipo Poggi lo volle con sé come vice allenatore al Catania nel 1956-1957. Nel novembre 1957 gestì per due settimane, part time, l'Idria di Francofonte, dividendosi però con il ruolo di vice al Catania. Intanto, maturava la decisione della dirigenza etnea di esonerare Poggi e Nicolosi; la squadra fu quindi affidata all'attaccante Riccardo Carapellese, salvo poi richiamare Nicolosi come guida tecnica al suo fianco dopo la sconfitta a Brescia. Cinque partite dopo, fu ingaggiato Francesco Capocasale.
Nel 1958-1959 fu chiamato alla Salernitana, che si presentava in Serie C con una formazione molto giovane. I risultati furono deludenti, la dirigenza gli affiancò Vittorio Mosele, ma alla fine i granata conclusero all'ultimo posto nel Girone B. Per effetto della riforma dei campionati, tuttavia, la squadra non retrocesse.

#### Ancora nei campionati dilettantistici
In seguito allenò la Massiminiana in più occasioni. Ne fu il primo tecnico in assoluto in Prima Categoria 1959-1960 (sostituito da Vittorio Corrao e poi Renato Ricci), poi tornò nel precampionato 1960, in Prima Categoria 1961-1962 (sostituito da Aurelio Bongiovanni) e ancora in Prima Categoria 1963-1964 (affiancò Michele Borgia e vinse il campionato dopo gli spareggi contro Provinciale Messina e Alcamo). Nel 1964-1965 è alla guida della Catanese in Seconda Categoria; l'anno dopo è scelto alla guida del Modica, in una stagione che si conclude con il secondo posto e la denuncia inoltrata per corruzione nei confronti dell'Augusta. Successivamente è responsabile della rappresentativa allievi regionale e della selezione catanese al Trofeo delle Province; inoltre prepara il CUS Catania per i CNU 1969, 1970 e 1975.
Nel 1967-1968 subentrò alla decima giornata a Marchese sulla panchina del Giarre, in Prima Categoria. Dopo tre vittorie e tre sconfitte, prima della partita contro il Rosolini l'allenatore si dimise perché in contrasto con i dirigenti che volevano decidere loro la formazione da schierare.
In seguito passò un'ultima volta dalla Massiminiana in Serie C 1969-1970 (subentrando ad Adelmo Prenna), ma non riuscì a salvare la squadra dalla retrocessione. L'ultima esperienza di rilievo è di nuovo Paternò, nella Serie D 1976-1977, subentrato a gennaio a Melo Russo e sostituito ad aprile. Infine diresse varie squadre aziendali e giovanili, anche oltre i settant'anni d'età.
Negli ultimi anni diresse, in qualità di tecnico e dirigente, la Pineta A.S.D. di S.G.La Punta (CT), squadra di calcio militante nel campionato di terza categoria della provincia di Catania.

## Statistiche

### Presenze e reti nei club
| Stagione        | Squadra         | Campionato      | Campionato | Campionato | Coppe nazionali | Coppe nazionali | Coppe nazionali | Totale | Totale |
| Stagione        | Squadra         | Comp            | Pres       | Reti       | Comp            | Pres            | Reti            | Pres   | Reti   |
| --------------- | --------------- | --------------- | ---------- | ---------- | --------------- | --------------- | --------------- | ------ | ------ |
| 1929-1930       | A.G.F. Bengasi  | TD              | ?          | ?          | -               | -               | -               | ?      | ?      |
| 1930-1931       | Lazio           | A               | 2          | 2          | -               | -               | -               | 2      | 2      |
| 1931-1932       | Lazio B         | SD              | ?          | ?          | -               | -               | -               | ?      | ?      |
| 1932-1933       | Catania         | PD              | 14         | 14         | -               | -               | -               | 14     | 14     |
| 1933-1934       | Catania         | PD              | 12+5       | 8+6        | -               | -               | -               | 17     | 14     |
| 1934-1935       | Catania         | B               | 22         | 12         | -               | -               | -               | 22     | 12     |
| 1935-1936       | Catania         | B               | 31         | 16         | CI              | 3               | 3               | 34     | 19     |
| 1936-1937       | Catania         | B               | 27+6       | 7+3        | CI              | 4               | 4               | 37     | 14     |
| 1937-1938       | Napoli          | A               | 9          | 2          | CI              | 1               | 0               | 10     | 2      |
| 1938-1939       | Atalanta        | B               | 23         | 7          | CI              | 2               | 1               | 25     | 8      |
| 1939-1940       | Catania         | B               | 23         | 3          | CI              | 0               | 0               | 23     | 3      |
| 1940-1941       | Atalanta        | A               | 5          | 1          | CI              | 1               | 0               | 6      | 1      |
| Totale Atalanta | Totale Atalanta | Totale Atalanta | 28         | 8          |                 | 3               | 1               | 31     | 9      |
| 1941-1942       | Vigevano        | C               | 5          | 0          | -               | -               | -               | 5      | 0      |
| 1942-1943       | Saronno         | C               | 7          | 5          | -               | -               | -               | 7      | 5      |
| 1944            | Rovigo          | CAA             | 1          | 0          | -               | -               | -               | 1      | 0      |
| 1945            | Frattese        | CC              | ?          | ?          | -               | -               | -               | ?      | ?      |
| 1945-1946       | Frattese        | C               | ?          | ?          | -               | -               | -               | ?      | ?      |
| 1946-1947       | Frattese        | C               | ?          | ?          | -               | -               | -               | ?      | ?      |
| Totale Frattese | Totale Frattese | Totale Frattese | ?          | ?          |                 | -               | -               | ?      | ?      |
| 1947-1948       | Catania         | C               | 7          | 2          | -               | -               | -               | 7      | 2      |
| 1948-1949       | Catania         | C               | 2+0        | 0          | -               | -               | -               | 2      | 0      |
| Totale Catania  | Totale Catania  | Totale Catania  | 138+11     | 62+9       |                 | 7               | 7               | 156    | 78     |
| Totale carriera | Totale carriera | Totale carriera | 190+ + 11  | 79+ + 9    |                 | 11              | 8               | 212+   | 96+    |

### Statistiche da allenatore
| Stagione  | Squadra           | Campionato | Piazzamento      | Andamento | Andamento | Andamento | Andamento | Andamento  |
| Stagione  | Squadra           | Campionato | Piazzamento      | Giocate   | Vittorie  | Pareggi   | Sconfitte | % vittorie |
| --------- | ----------------- | ---------- | ---------------- | --------- | --------- | --------- | --------- | ---------- |
| 1947-1948 | Catania           | C          | sub., 1º         | 18        | 12        | 3         | 3         | 66,67      |
| 1950-1951 | Ibla Paternò      | PD         | 6º, prom.        | 26        | 13        | 6         | 7         | 50,00      |
| 1951-1952 | Ragusa            | PD         | 1º, prom.        | 26        | 18        | 6         | 2         | 69,23      |
| 1952-1953 | Pro Enna          | IV         | 7º               | 30        | 10        | 10        | 10        | 33,33      |
| 1953-1954 | Pisa              | C          | sost.            |           |           |           |           | —          |
| 1953-1954 | Palermo           | A          | sub., 17º, retr. | 6         | 2         | 3         | 1         | 33,33      |
| 1954-1955 | S.S. Gela         | P          | sub., 5º         | 19        | 9         | 6         | 4         | 47,37      |
| 1955-1956 | Acireale          | P          | 5º               | 30        | 11        | 10        | 9         | 36,67      |
| 1957-1958 | Idria Francofonte | CD         | sub., sost.      |           |           |           |           | —          |
| 1957-1958 | Catania           | B          | sub., sost.      | 5         | 2         | 2         | 1         | 40,00      |
| 1958-1959 | Salernitana       | C          | 18º              | 34        | 8         | 8         | 18        | 23,53      |
| 1959-1960 | Massiminiana      | PC         | sost.            | 11        | 4         | 6         | 1         | 36,36      |
| 1961-1962 | Massiminiana      | PC         | sost.            | 15        | 7         | 5         | 3         | 46,67      |
| 1963-1964 | Massiminiana      | PC         | 1º, prom.        | 24        | 20        | 2         | 2         | 83,33      |
| 1964-1965 | Catanese          | SC         |                  |           |           |           |           | —          |
| 1965-1966 | Modica            | SC         | 2º               |           |           |           |           | —          |
| 1967-1968 | Giarre            | PC         | sub., sost.      | 6         | 3         | 0         | 3         | 50,00      |
| 1969-1970 | Massiminiana      | C          | sub., 18º, retr. | 12        | 2         | 4         | 6         | 16,67      |
| 1976-1977 | Paternò           | D          | sub., sost.      | 10        | 1         | 3         | 6         | 10,00      |
| Totale    | Totale            | Totale     | Totale           | 272       | 122       | 74        | 76        | 44,85      |

## Palmarès

### Giocatore
- Campionato della Cirenaica di Terza Divisione: 1

Avanguardia Bengasi: 1929-1930
- Campionato italiano di Prima Divisione: 1

Catania: 1933-1934
- Campionato italiano di Serie C: 1

Catania: 1948-1949

### Allenatore
- Campionato siciliano di Prima Divisione: 1

Ragusa: 1951-1952
- Campionato siciliano di Prima Categoria: 1

Massiminiana: 1963-1964